# Bácskai Lauró István
Bácskai Lauró István (Budapest, 1933. május 14. – Budapest, 2020. augusztus 13.) magyar filmrendező, forgatókönyvíró.

## Életpályája
Bácskai István és Lauró Erzsébet gyermekeként született. Középiskolai tanulmányait a Vörösmarty Mihály Gimnáziumban végezte el. 1957-ben végzett a Színház- és Filmművészeti Főiskolán, ahol Sára Sándor osztálytársa volt. 1957–1967 között a MAFILM rendezője volt. 1959–1963 között a Balázs Béla Stúdióban működött, alapító tag volt. 1968-ban készült el első önálló filmje, amely A Hamis Izabella volt. 1989-től a Lauron Kft. ügyvezető igazgatója.
Olyan alkotók mellett dolgozott, mint Keleti Márton, Makk Károly és Ranódy László.

## Filmjei

### Rendezőként
- Igézet (1963)
- …És otthon? (1965)
- Randevú a Vörös téren (1965)
- Kinek van igaza? (1968)
- A Hamis Izabella (1968)
- Gyula vitéz télen-nyáron (1970)
- Nyulak a ruhatárban (1972)
- Nápolyt látni és… (1973)
- Keménykalap és krumpliorr (1974)
- Megtörtént bűnügyek (1974-1978) (forgatókönyvíró is)
- Mese habbal (1979)
- Benczúr utca (1981)
- Utolsó alkalom (1981)
- Bajuszverseny (1983)
- Rutinmunka (1984)
- Üvegvár a Mississippin (1985)

### Rendezőasszisztensként
- Dúvad (1960)
- Szombattól hétfőig (1959)
- Alázatosan jelentem (1960)
- Próbaút (1961)
- Puskák és galambok (1961)
- Nem ér a nevem (1961)
- Megszállottak (1962)
- Isten őszi csillaga (1963)
- A tizedes meg a többiek (1965)
- Pacsirta (1965) (konzultáns is)
- És akkor a pasas… (1965)
- Butaságom története (1966)

### Forgatókönyvíróként
- Utolsó előtti ember (1963)
- Mit csinált felséged 3-tól 5-ig? (1964)
- Változó felhőzet (1966)
- Tanulmány a nőkről (1967)

### Színészként
- Az a nap a mienk (2002)

## Díjai
- A X. Tv-s Világfesztivál nagydíja (Keménykalap és Krumpliorr, 1978)
- A Magyar Érdemrend tisztikeresztje (2012)
- Szkíta Aranyszarvas díj (2015)